# Athaumasta expressa
Athaumasta expressa är en fjärilsart som beskrevs av Lederer 1855. Athaumasta expressa ingår i släktet Athaumasta och familjen nattflyn. Inga underarter finns listade i Catalogue of Life.